# Liste der naturräumlichen Einheiten in Schleswig-Holstein
Diese Liste der naturräumlichen Einheiten in Schleswig-Holstein gibt die naturräumliche Gliederung höherer Ordnung wieder, soweit sie ganz oder teilweise auf dem Gebiet Schleswig-Holsteins liegen. Sie beruht auf der naturräumlichen Gliederung für Deutschland, wie sie seit den 1950er Jahren vorgenommen und im Handbuch der naturräumlichen Gliederung Deutschlands vorgestellt wurde, nach dem Ministerium für Landwirtschaft und Umwelt in diesem Bundesland.
Die durch das Bundesamt für Naturschutz (BfN) 1994 erstellte Gliederung, die von der älteren leicht abweicht, wurde vorangestellt, die ältere Nummerierung in Klammern gesetzt. Bei den unteren Einheiten wurde das alte System noch übernommen.
Die naturräumlichen Haupteinheiten gliedern sich weiter auf in Unter-, Teil- und Grundeinheiten, deren Auflistung aber nur soweit vorhanden bislang beachtet wurde und in den entsprechenden Artikeln abgehandelt wird.
Des Weiteren haben diese Einheiten die Eigenschaft auch grenzübergreifend vertreten zu sein, sich nicht nach der politischen Einteilung in Bundesländer und Kreise zu richten und finden dementsprechend in Randgebieten auch Wiederkehr in Nachbarartikeln, so hier die Überschneidungen nach Mecklenburg-Vorpommern.

## Gliederung

### Nordwestdeutsches Tiefland

#### D21Schleswig-Holsteinische Marschen und Nordseeinseln(68)
- 681 Nordfriesische Marschinseln und Halligen
- 682 Nordfriesische Marsch
- 683 Eiderstedter Marsch
- 684 Dithmarscher Marsch

#### D24Untere Elbeniederung (Elbmarsch)(67)
- 671 Holsteinische Elbmarschen

#### D22Schleswig-Holsteinische Geest(69)
- 680 Nordfriesische Geestinseln
- 690 Lecker Geest
- 691 Bredstedt-Husumer Geest
- 692 Eider-Treene-Niederung
- 693 Heide-Itzehoer Geest
- 694 Barmstedt-Kisdorfer Geest
- 695 Hamburger Ring
- 696 Lauenburger Geest
- 697 Schleswiger Vorgeest
- 698 Holsteinische Vorgeest

#### D23Schleswig-Holsteinisches Hügelland(70)
- 700 Angeln
- 701 Schwansen – Dänischer Wohld
- 702a Ostholsteinisches Hügel- und Seenland Nordwest
- 702b Ostholsteinisches Hügel- und Seenland Südost
- 703 Nordoldenburg und Fehmarn

#### D04Mecklenburgische Seenplatte(75)
- 750 Westmecklenburigsche Seen-Hügelland

#### D05Mecklenburg-Brandenburgisches Platten- und Hügelland sowie Luchland(76–78)
- 760 Südmecklenburgische Niederungen (mit Sandflächen und Lehmplatten)

## Siehe weiterhin
- Naturräumliche Großregionen Deutschlands
- Naturräumliche Haupteinheiten Deutschlands